# José Ricardo Morales
José Ricardo Morales Malva (Málaga, 3 de noviembre de 1915-Santiago, 17 de febrero de 2016) fue un escritor español nacionalizado chileno.
Durante su carrera cultivó sobre todo el teatro y el ensayo. Al término de la guerra civil española se exilió en Chile, país en el que vivió hasta su muerte y en el que desarrolló el grueso de su labor literaria. Fue miembro de la Academia Chilena de la Lengua.

## Biografía
De familia valenciana, nació en Málaga debido a un traslado momentáneo de su familia a esta ciudad andaluza. Cuando tenía poco más de un año su familia regresó a la capital valenciana, donde Morales vivió hasta que tuvo que salir de España. En la Universidad de Valencia estudió Magisterio y después Filosofía y Letras.
En 1935 ingresó en la F.U.E. (Federación Universitaria Escolar), asociación universitaria progresista que pretendía modernizar la vida de la universidad española. Allí dirigió la sección cultural desde 1936 hasta el final de la contienda civil. De esta manera, trabó conocimiento con otros personajes de la vida cultural valenciana como Juan Gil-Albert, Ricardo Muñoz Suay, Vicente Gaos, Josep Renau, entre otros. 
Fundamental en su formación como dramaturgo fue la participación en el grupo teatral El Búho, dirigido primero por Luis Llana Moret y más tarde por Max Aub. El contacto con este último autor fue decisivo para la inclinación de Morales hacia un tipo de teatro renovador y experimental. Para El Búho escribió Morales sus primeras obras teatrales, como su Burlilla de don Berrendo, doña Caracolines y su amante y Smith Circus, industria controlada .
Durante la guerra fue comisario de brigada del 183.º batallón de la 46.ª Brigada Mixta del Ejército Popular Republicano. Ni antes ni durante la guerra militó en ningún partido político. Tras la derrota del gobierno de la República pasó a Francia, donde entró en el campo de Saint-Cyprien, uno de los campos de internamiento en que el gobierno de Édouard Daladier reunió a los exiliados españoles. Afortunadamente, pudo embarcar en el Winnipeg, el barco que el poeta Pablo Neruda fletó para sacar de Francia a los exiliados españoles y trasladarlos a Chile.
En Santiago de Chile continuó sus estudios universitarios. Se doctoró con una tesis sobre paleografía de documentos. Participó en la fundación del Teatro Experimental de la Universidad de Chile (1941), junto a Pedro de la Barra, entre otros. Allí "dirigí, entre otras, la Primera obra estrenada, y al que llevé algunas piezas incluidas en el repertorio de El Búho, Teatro de la Universidad de Valencia, del que mi experiencia procedía." (Un Testimonio, una Dedicación, José Ricardo Morales en memoriachilena.cl)
Morales fue uno de los fundadores, junto con otros exiliados españoles como Arturo Soria y Espinosa o el filósofo José Ferrater Mora e intelectuales chilenos, de la editorial Cruz del Sur. En esta editorial publicó la antología Poetas en el destierro, con poemas de Antonio Machado, Juan Ramón Jiménez, León Felipe, José Moreno Villa, Pedro Salinas, Jorge Guillén, Juan Larrea, Emilio Prados, Rafael Alberti, Luis Cernuda y Manuel Altolaguirre. Además, dirigió la colección La fuente escondida, que pretendía dar a conocer, mediante antologías, la obra de poetas poco conocidos de los Siglos de Oro españoles, como José de Valdivielso, Francisco de Figueroa, Luis Barahona de Soto o el Conde de Villamediana.
En sus tiempos de profesor, Morales destacaba por utilizar diapositivas, en una época en que esas tecnologías no entraban masivamente a las aulas.
Miembro de la Academia Chilena de la Lengua, fue postulado por esta institución al Premio Cervantes en cuatro ocasiones. Falleció a los cien años de edad el 17 de febrero de 2016, sus funerales se realizaron el 19 en el cementerio Parque del Recuerdo de Huechuraba, donde después de una ceremonia litúrgica sus restos fueron cremados.